# Helen Mayo
Helen Mary Mayo, OBE (1er octobre 1878 – 13 novembre 1967) est une femme médecin australienne.
Elle naît et grandit à Adélaïde. En 1896, elle s'inscrit à l'université d'Adélaïde, où elle étudie la médecine. Après avoir obtenu son diplôme, elle passe deux ans à travailler dans le secteur de la médecine infantile en Angleterre, en Irlande et en Inde. Elle retourne à Adélaïde en 1906, travaillant à son compte, à l'hôpital pour enfants, et à l'hôpital général de cette même ville. En 1909, elle cofonde l'École pour les Mères (School for Mothers), où les mères peuvent obtenir des conseils sur la santé de leurs enfants. Cette organisation, qui devient en 1927 la Mothers' and Babies' Health Association, ouvre des annexes à travers l'Australie-Méridionale, et une école d'infirmière. En 1914, après avoir vainement fait campagne pour que l'hôpital pour enfants d’Adeline prenne en charge les nourrissons, elle cofonde l'hôpital pour les nourrissons de Mareeba (Mareeba Hospital for infants).
En plus de ses efforts dans le domaine médical, Helen Mayo participe à d'autres mouvements et organisations. Elle s'est fortement impliquée dans la gestion de l'université d'Adélaïde, siégeant au conseil de l'université de 1914 à 1960 (elle est alors la première femme australienne à atteindre ce poste), et y mettant en place un club pour les femmes, et un internat. Elle est également la fondatrice du Lyceum Club (en) d'Adélaïde, une organisation destinée aux femmes actives professionnellement. Mayo meurt le 13 novembre 1967. The Medical Journal of Australia lui attribue alors le mérite de la réussite du système médicale pour les nourrissons en Australie.

## Biographie

### Jeunesse et scolarité

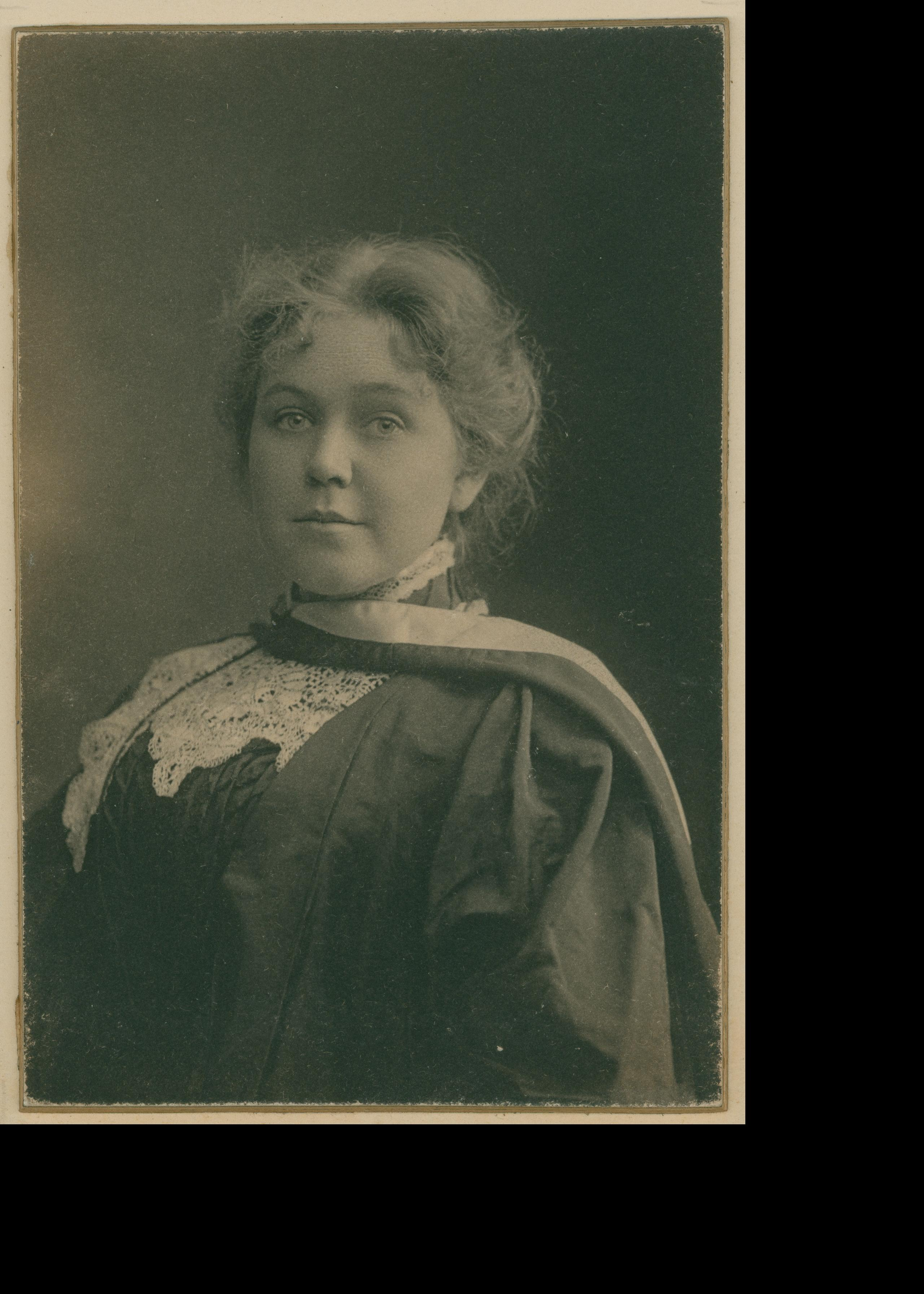
Helen Mayo, vers 1902.

Helen Mary Mayo est née à Adélaïde, en Australie, le 1er octobre 1878. Elle est l'aînée des sept enfants de George Gibbes Mayo (1845-1921), ingénieur civil, et de Henriette Marie de Mayo, née Donaldson, (1852-1930). Elle est aussi la petite-fille de George Mayo (en), un médecin d'Adélaïde. Son éducation formelle commence à ses 10 ans, recevant régulièrement des leçons d'un professeur. À l'âge de 16 ans, elle est inscrite à l’École supérieure des Filles de la Grote Street (Advanced School for Girls on Grote Street) (qui deviendra plus tard l'Adelaide High School), dont elle sort diplômée en 1895.
Sans avoir jamais entendu parler de femmes médecins, elle décide assez précocement de faire carrière dans la médecine. Cependant, Edward Rennie, professeur à l'Université d'Adélaïde, conseille à son père de ne pas l'inscrire dans ce cursus, considérant qu'elle est trop jeune pour entamer des études en médecine. Elle s'inscrit donc en 1896 à la faculté des arts à l'université d'Adélaïde. La mort de sa jeune sœur Olive, à la fin de sa première année d'étude, la bouleverse et elle ne passe pas l'examen en 1896. Elle passe celui de 1897, où elle échoue à deux des cinq examens (latin et grec). après avoir eu l'autorisation de son père, elle s'inscrit finalement en médecine en 1898. Très bonne étudiante, elle est en tête de sa promotion, obtient une bourse Davis Thomas (Davis Thomas scholarship) et une bourse Everard (Everard Scholarship) lors de sa quatrième et de sa cinquième année.

### Carrière dans la médecine
Après l'obtention de son diplôme fin 1902, Helen Mayo travaille comme médecin de garde au Royal Adelaide Hospital (en). En février 1904, elle part pour l'Angleterre, pour d'acquérir de l'expérience dans sa pratique. elle travaille au Great Ormond Street Hospital, à Londres. Pour acquérir de l'expérience dans le métier de sage-femme, elle va au Coombe Women's Hospital (en) à Dublin, puis retourne à Londres où elle suit un cours de médecine tropicale. Elle voyage en Inde, où elle exerce pendant un an en tant que sage-femme dans la Cambridge Mission to Delhi (en), à l'hôpital pour femmes et enfants local. En 1906, elle retourne à Adélaïde et ouvre un cabinet dans des locaux appartenant à son père sur la rue Morphett, à côté de la maison familiale. Pendant son temps libre, elle travaille en laboratoire à l’Hôpital d'Adélaïde, et exerce aussi en tant qu'anesthésiste à l'hôpital pour enfants de la ville.

#### La Mothers' and Babies' Health Association
En mai 1909, Mayo présente un article à une conférence interrégionale sur le sujet de la mortalité infantile. Elle démontre dans ce dernier que la mortalité infantile est élevée en Australie-Méridionale, et demande que davantage soit fait pour sensibiliser les femmes à la maternité. Cette même année, après avoir entendu parler de la réussite d'une école de formation des mères à Londres, elle et Harriet Stirling (la fille d'Edward Stirling (en)) fondent la School for Mothers, l'école pour les mères à Adélaïde. La Kindergarten Union lui met à disposition un bureau disponible une après-midi par semaine, où une infirmière pèse les bébés et Mayo et Stirling prodigue des conseils aux mères. Lors de la première réunion annuelle de l'École, un éminent médecin critique l'organisation, considérant qu'il est erroné de penser que des femmes sans enfants peuvent apprendre à des mères, qui ont elles l'instinct maternel. En dépit de cela, l'organisation prospère et, en 1911, un chalet situé dans la Rue Wright est acquis et devient le siège de l'école En 1927, elle change de nom et devient la Mothers' and Babies' Health Association (MBHA). En 1932, elle dispose d'antennes dans tout le sud de l'Australie. Elle côtoie parmi ses collègues la docteure Marie Brown (1883-1949). Helen Mayo exerce au sein de l'association jusqu'à sa mort en 1967, époque à laquelle cette dernière ouvre une école d'infirmière et un hôpital. En son honneur, l'Association met en place une conférence annuelle portant son nom. Finalement, en 1981, l'association est incorporée au Département de la Santé du Gouvernement de l'Australie-Méridionale.
Après avoir visité Melbourne pour apprendre à faire des vaccins, Helen Mayo est nommée en 1911 bactériologiste à l'hôpital d'Adélaïde, poste qu'elle occupe pendant 22 ans.

#### Fondation de l'Hôpital Mareeba

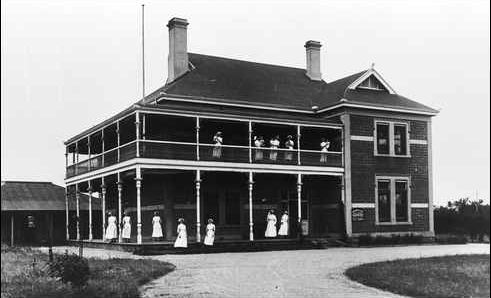
L'hôpital Marreba, fondé par Helen Mayo.

Au début des années 1910, il y a un besoin urgent d'équipements médicaux pour prendre en charge les nourrissons en Australie-Méridionale. En effet, pour pallier le risque de transmission, l'hôpital pour enfants d'Adélaïde ne prend pas en charge ceux qui ont moins de deux ans. En 1913, Helen Mayo et Harriet Stirling organisent une réunion de professionnels de la santé pour discuter des possibilités d'ouvrir un nouvel hôpital pour ces enfants. Même si des doutes sont exprimés sur la faisabilité de cette entreprise, elles recueillent des fonds et présentent au conseil d'administration de l'hôpital pour enfant d'Adélaïde le projet de construction d'une salle spéciale, dans l'enceinte de l'hôpital. La commission rejette la proposition. Elles louent finalement une maison de deux étages à St. Peter's et ouvrent un hôpital pour les nourrissons en 1914. les difficultés financières de celui-ci ont fini par devenir écrasantes et le gouvernement a finalement pris le contrôle de l'hôpital, le déplaçant à Woodville et le renommant au passage Hôpital Mareeba.
Helen Mayo a joué un rôle central dans cet hôpital. Elle y est médecin, et occupe des responsabilités de 1921 à 1946. Pour lutter contre les risques d'infection croisée, elle y instaure une politique d'isolement strict des bébés des autres patients. Chaque enfant a son propre casier, où leurs affaires sont conservées, les infirmières utilisent une tenue différente pour chaque enfant, et les couvertures, les bouteilles et les sols sont stérilisés. Mareeba devient au fil du temps un hôpital pouvant accueillir 70 enfants, avec un service de chirurgie et un autre pour les bébés prématurés.

#### Poursuite de sa carrière médicale
En 1919, l’hôpital pour enfants d’Adélaïde recherche des médecins. Étant une femme, elle ne pense pas qu'il lui soit possible d'obtenir un poste, et ne postule pas. Cependant, le chirurgien Henry Simpson Newland la pousse à passer cet entretien, et elle devient médecin assistante chargée des malades externes. Travaillant au Royal Adelaide Hospital, à l'Hôpital des enfants de cette même ville et de à l'Hôpital Mareeba, et dans le privé, elle commence son doctorat en médecine en 1925. Elle se sert de ses expériences effectuées quand elle était  bactériologiste à l'Hôpital d'Adélaïde comme matière de base pour sa thèse, qu'elle est obligée de rédiger les weekends. L'année suivante, elle devient la première femme à recevoir un diplôme de médecine à l'Université d'Adélaïde. Elle a par la suite été nommée médecin à l'Hôpital des Enfants et maitresse de conférence à l'Université d'Adélaïde. En mai 1935, Mayo est nommée Officier de l'Ordre de l'Empire Britannique (OBE) « pour les services en lien avec la protection maternelle et infantile dans l'état d'Australie-Méridionale ».
Elle prend sa retraite en 1938 et devient médecin consultante à l'Hôpital des Enfants d'Adélaïde. Lorsque la Seconde Guerre mondiale éclate, elle réintègre le service de pédiatrie de l'hôpital, et est responsable du service de la Croix-Rouge destiné au don du sang. Elma Sandford-Morgan (en) (22 février 1890 – 1983), auteur de ABC of Mothercraft prend sa suite à la MBHA en 1937. il s'agit de la fille de l'industriel et homme politique Alexander Wallace Sandford (en).

### Autres activités

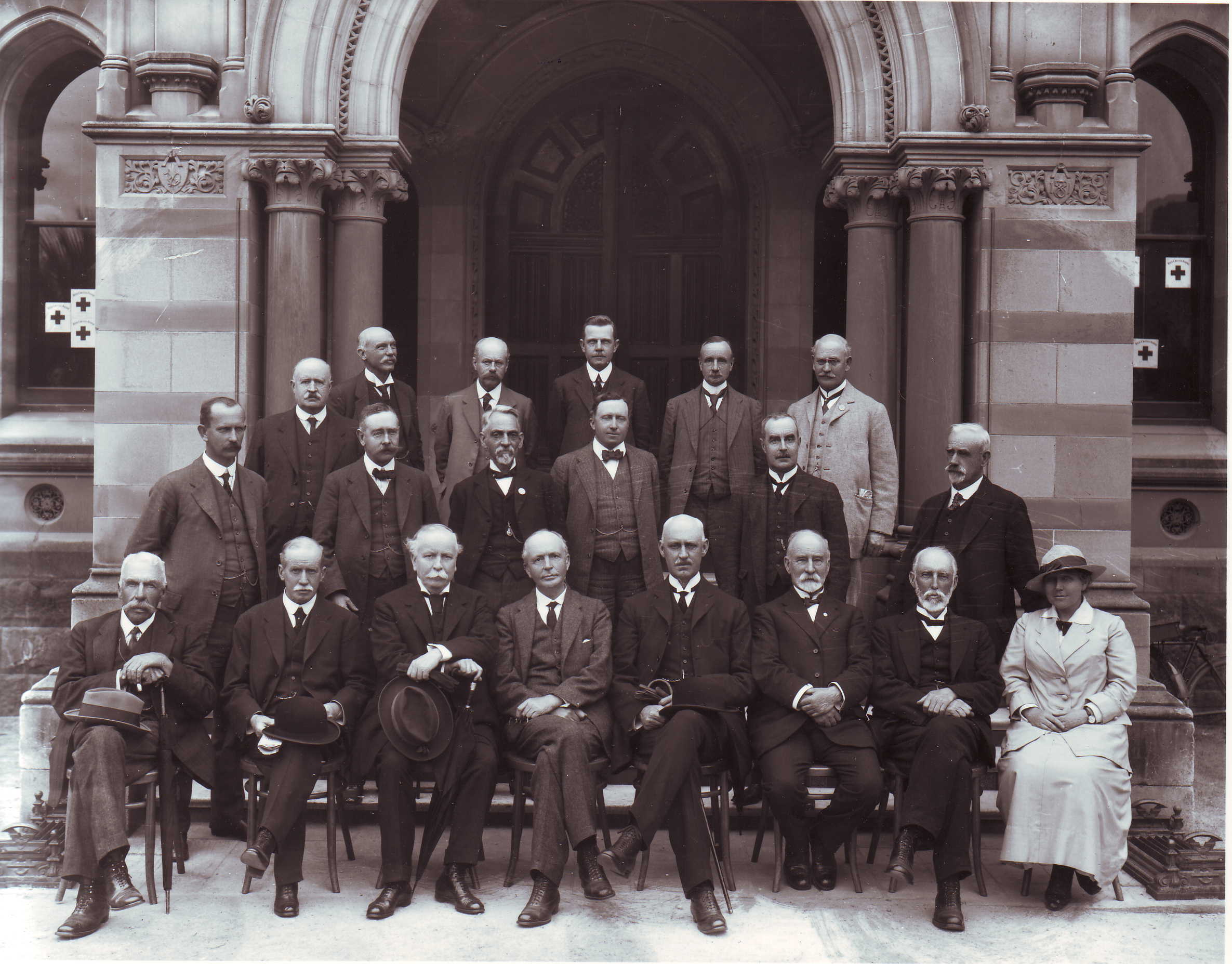
Le conseil d'administration de l'université d'Adélaïde en 1919. Helen Mayo est la première à droite, dans la première rangée. C'est l'unique femme présente sur cette photographie.

Helen Mayo est la première femme en Australie à être élue à un conseil d'université. En effet, en 1914, elle est élue au Conseil de l'université d'Adélaïde, un poste qu'elle occupe pendant 46 ans. Elle fonde en 1922 l'Adelaide Lyceum Club et en est la première présidente. Le club fournit un lieu pour les femmes pionnières dans leurs domaines respectifs afin de pouvoir discuter et réfléchir à comment "faire avancer le statut des femmes dans le monde des arts et des lettres".
Helen Mayo est fortement impliquée dans la vie des femmes étudiantes ou diplômées de l'université d'Adélaïde. Elle participe à la fondation du Club des femmes étudiantes (le Women Student's Club) en 1909, qui deviendra par la suite l'Union des femmes (Women's Union). En 1921, elle met en place des initiatives pour réunir les différentes associations universitaires étudiantes, participant à la création de l'Union de l'Université d'Adélaïde (Adelaide University Union). De même, la construction d'un bâtiment destiné à la Women's Union, le Lady Simon Building, est due en grande partie à ses efforts. Elle est en outre l'une des fondatrices du Saint-Ann's College (en), qu'elle préside de 1939 à 1959.
Helen Mayo meurt le 13 novembre 1967, à l'âge de 89 ans, à Adélaïde. Dans sa notice nécrologique, le Medical Journal of Australia la décrit comme « la doyenne des femmes médecins en Australie-Méridionale (et certainement dans toute l'Australie) », et la crédite de la réussite du système de santé pour les nourrissons en Australie-Méridionale. La circonscription de Mayo porte en son hommage son nom.

## Famille
Helen Mayo ne s'est jamais mariée. Elle a pour frères le psychologue Elton Mayo (1880-1949) et le juge Herbert Mayo (1885-1972).

## Notes et références

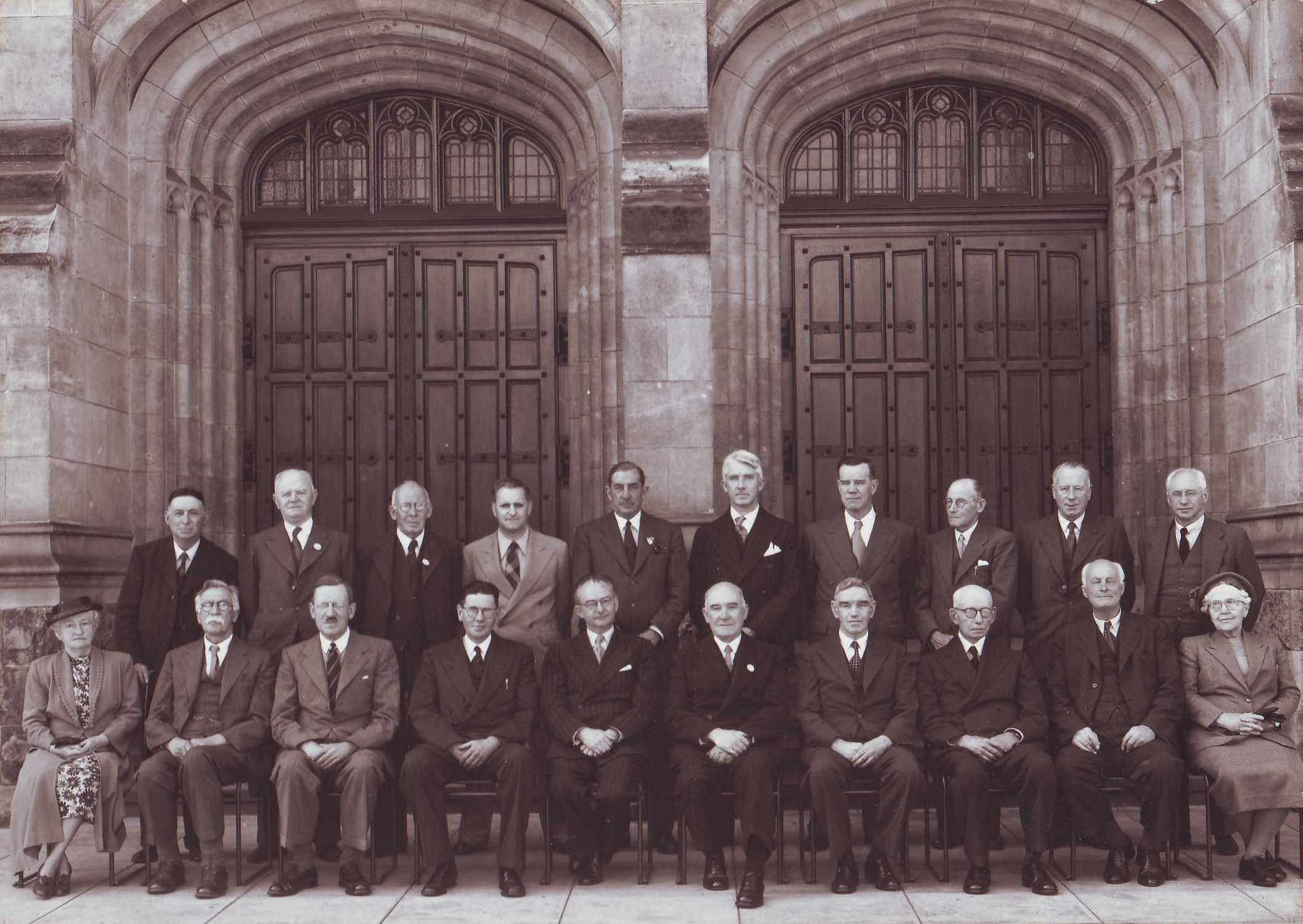
Une photo du conseil de l'université d'Adélaïde, en 1952. Helen Mayo se trouve à la première rangée, tout à droite.